# アーネスト・デビッドソン
アーネスト・デビッドソン（Ernest R. Davidson、1936年10月12日 - ）は、インディアナ州テレホート出身の化学者で、ワシントン大学の化学の教授である。テレホートのウィリー高校、ローズハルマン工科大学を卒業した。
彼は、デビッドソン補正、配置間相互作用に応用されたデビッドソン対角化に名前を残している。彼は1976年の”Reduced Density Matrices in Quantum Chemistry”を含む400報以上の論文を書いている。
1981年には国際量子分子科学アカデミーのメンバー、1985年にはアメリカ科学振興協会のフェローに選ばれた。2001年にはアメリカ国家科学賞、シュレーディンガー・メダルを受賞した。